# Troels Dahlerup
Troels Dahlerup, född den 3 december 1925, död den 15 mars 2006, var en dansk historiker, specialiserad på nordisk senmedeltid.
Dahlerup blev cand.mag. med historia som huvudämne och kristendomskunskap som biämne från Köpenhamns universitet 1952 och var därefter i perioden 1953-56 gymnasielärare. Åren 1957-64 var han arkivarie vid Rigsarkivet, varefter han 1964-1968 var amanuens vid Afdeling for Kirkehistorie vid Köpenhamns universitet. 
År 1968 blev han dr.theol. från Köpenhamns universitet med dissertationen Det danske sysselprovsti i middelalderen. Samma år blev han anställd vid Aarhus universitet som professor i nyare tidens historia, en post han stannade på fram till sin pensionering 1992. Därefter behöll han fram till sin död sitt kontor på universitetet.
Han var medlem av Det kongelige danske Selskab for Fædrelandets Historie sedan 23 april 1970, sedan 1983 av Videnskabernes Selskab och medlem av styrelsen för Den danske historiske Forening 1968-1989.